# Memorial das Vítimas da Ocupação Alemã

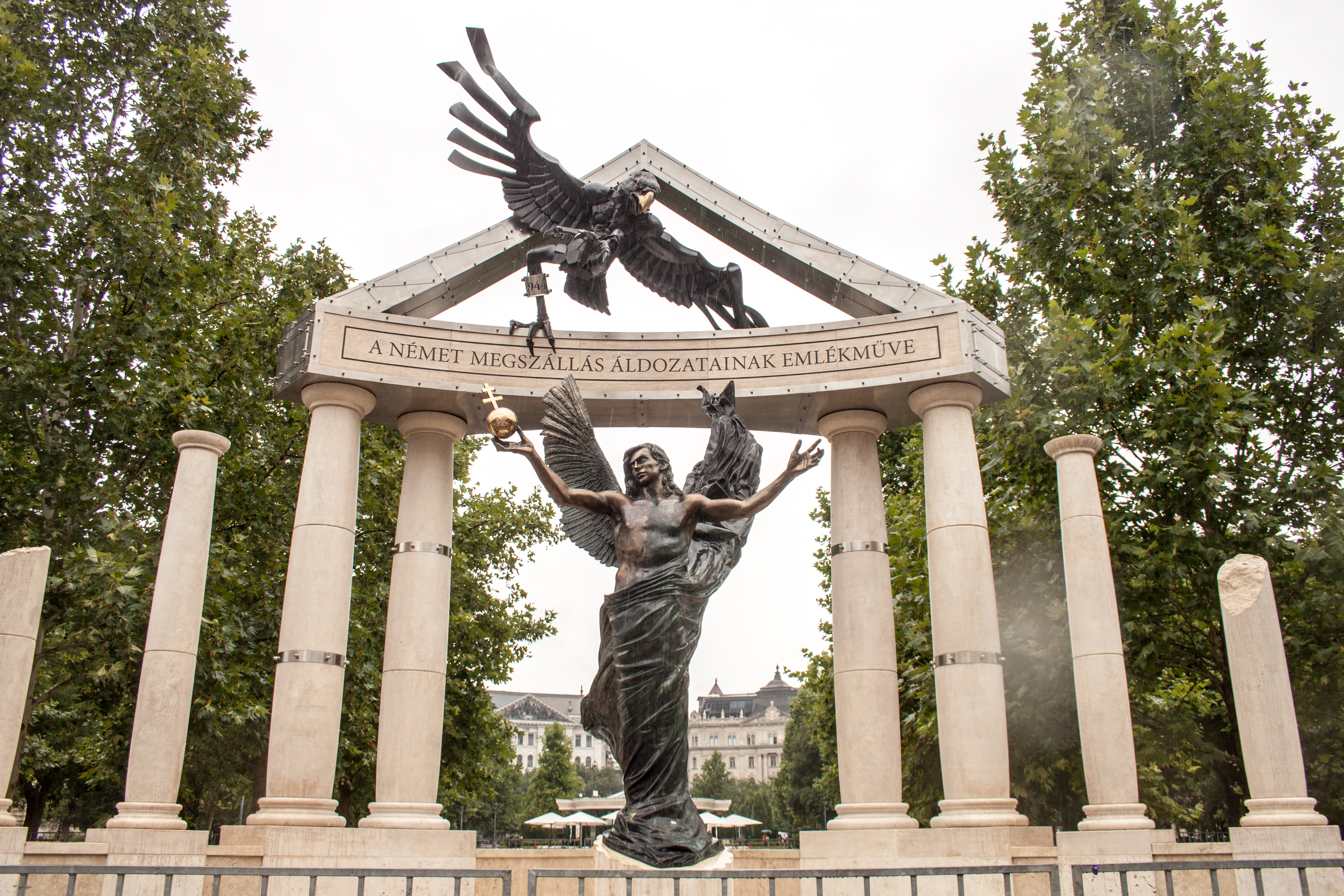
O memorial

O Memorial das Vítimas da Ocupação Alemã é um monumento criado em memória da invasão alemã da Hungria, localizado na Praça da Liberdade em Budapeste. O memorial gerou polémica e irritou organizações da comunidade judaica, com críticos alegando que o monumento absolve o estado húngaro e os húngaros de sua colaboração com a Alemanha nazista e cumplicidade no Holocausto.

## Dedicação
Anunciado pela primeira vez no final de 2013 e aprovado em uma sessão de gabinete fechada na véspera do Ano Novo de 2013, o memorial foi construído na noite de 20/21 de julho de 2014.

## Descrição
O memorial apresenta uma estátua de pedra do Arcanjo Gabriel, um símbolo nacional da Hungria, sendo atacado por uma águia com garras estendidas que lembram o brasão de armas alemão, a águia representando a invasão nazi e ocupação da Hungria em março de 1944. A data "1944" está marcada no tornozelo da águia. A inscrição na base do monumento diz "Em memória das vítimas".